# آناخاتون
آناخاتون یکی از روستاهای استان آذربایجان شرقی است که در دهستان اسپران بخش مرکزی شهرستان تبریز واقع شده‌است.